# هايلي بيج
هايلي بيج (بالإنجليزية: Haley Paige)‏ من مواليد 30 ديسمبر 1981  كانت ممثلة إباحية أمريكية مكسيكية سابقا.

## وصلات خارجية
- هايلي بيج على موقع IMDb (الإنجليزية)
- هايلي بيج على موقع قاعدة بيانات الفيلم (الإنجليزية)
- هايلي بيج على موقع كينوبويسك (الروسية)

لم يتم العثور على روابط لمواقع التواصل الاجتماعي.